# Saison 3 d'American Housewife
Chronologie
Saison 2 Saison 4
Cet article présente le guide des épisodes de la troisième saison de la série télévisée américaine American Housewife.

## Généralités
- Aux États-Unis, la saison a été diffusée du 26 septembre 2018 au 21 mai 2019 sur le réseau ABC.
- Au Canada, elle a été diffusée en simultané sur le réseau CTV à l'automne[1], le vendredi suivant à l'hiver, et retirée de l'horaire au printemps.

## Distribution

### Acteurs principaux
- Katy Mixon : Katie Otto
- Diedrich Bader : Jeff Otto
- Meg Donnelly : Taylor Otto
- Daniel DiMaggio : Oliver Otto
- Julia Butters : Anna-Kat Otto
- Carly Hughes : Angela
- Ali Wong : Doris

### Acteurs récurrents
- Leslie Bibb : Viv
- Jeannette Sousa : Suzanne
- Kate Flannery : Sandy
- Wendie Malick : Kathryn, mère de Katie
- Jessica St. Clair : Chloe Brown Mueller
- Timothy Omundson : Stan Lawton

## Épisodes

### Épisode 1:Mom Guilt
- États-Unis /  Canada : 26 septembre 2018 sur ABC[2] / CTV

- États-Unis : 4,43 millions de téléspectateurs[3] (première diffusion)

### Épisode 2:Here We Go Again
- États-Unis /  Canada : 3 octobre 2018 sur ABC / CTV

- États-Unis : 4,48 millions de téléspectateurs[4] (première diffusion)

### Épisode 3:Cheaters Sometimes Win
- États-Unis /  Canada : 10 octobre 2018 sur ABC / CTV

- États-Unis : 4,27 millions de téléspectateurs[5] (première diffusion)

### Épisode 4:Enemies: An Otto Story
- États-Unis /  Canada : 17 octobre 2018 sur ABC / CTV

- États-Unis : 4,17 millions de téléspectateurs[6] (première diffusion)

### Épisode 5:Trust Me
- États-Unis /  Canada : 24 octobre 2018 sur ABC / CTV

- États-Unis : 4,23 millions de téléspectateurs[7] (première diffusion)

### Épisode 6:Body Image
- États-Unis /  Canada : 31 octobre 2018 sur ABC / CTV

- États-Unis : 4,14 millions de téléspectateurs[8] (première diffusion)

### Épisode 7:The Code
- États-Unis /  Canada : 7 novembre 2018 sur ABC / CTV

- États-Unis : 4,46 millions de téléspectateurs[9] (première diffusion)

### Épisode 8:Trophy Wife
- États-Unis /  Canada : 28 novembre 2018 sur ABC / CTV

- États-Unis : 4,39 millions de téléspectateurs[10] (première diffusion)

- Perrey Reeves (Holly)

### Épisode 9:Highs and Lows
- États-Unis /  Canada : 5 décembre 2018 sur ABC / CTV

- États-Unis : 3,95 millions de téléspectateurs[11] (première diffusion)

### Épisode 10:Saving Christmas
- États-Unis /  Canada : 12 décembre 2018 sur ABC / CTV

- États-Unis : 4,57 millions de téléspectateurs[12] (première diffusion)

### Épisode 11:The Things You Do
- États-Unis : 5 février 2019 sur ABC
- Canada : 8 février 2019 sur CTV

- États-Unis : 4,54 millions de téléspectateurs[13] (première diffusion)

### Épisode 12:Disconnected
- États-Unis : 12 février 2019 sur ABC
- Canada : 15 février 2019 sur CTV

- États-Unis : 4,23 millions de téléspectateurs[14] (première diffusion)

### Épisode 13:Mo' Money, Mo' Problems
- États-Unis : 19 février 2019 sur ABC
- Canada : 22 février 2019 sur CTV

- États-Unis : 4,33 millions de téléspectateurs[15] (première diffusion)

### Épisode 14:Baby Crazy
- États-Unis : 26 février 2019 sur ABC
- Canada : 1er mars 2019 sur CTV

- États-Unis : 4,41 millions de téléspectateurs[16] (première diffusion)

### Épisode 15:American Idol
- États-Unis : 19 mars 2019 sur ABC
- Canada : 22 mars 2019 sur CTV

- États-Unis : 3,84 millions de téléspectateurs[17] (première diffusion)

### Épisode 16:Insta-Friends
- États-Unis : 26 mars 2019 sur ABC

- États-Unis : 3,82 millions de téléspectateurs[18] (première diffusion)

### Épisode 17:Liar Liar, Room on Fire
- États-Unis : 9 avril 2019 sur ABC

- États-Unis : 3,60 millions de téléspectateurs[19] (première diffusion)

### Épisode 18:Phone Free Day
- États-Unis : 16 avril 2019 sur ABC

- États-Unis : 3,87 millions de téléspectateurs[20] (première diffusion)

### Épisode 19:Grandma's Way
- États-Unis : 23 avril 2019 sur ABC

- États-Unis : 4,02 millions de téléspectateurs[21] (première diffusion)

### Épisode 20:Field Trippin
- États-Unis : 30 avril 2019 sur ABC

- États-Unis : 4,28 millions de téléspectateurs[22] (première diffusion)

### Épisode 21:Locked in the Basement
- États-Unis : 7 mai 2019 sur ABC

- États-Unis : 3,96 millions de téléspectateurs[23] (première diffusion)

### Épisode 22:The Dance
- États-Unis : 14 mai 2019 sur ABC

- États-Unis : 3,67 millions de téléspectateurs[24] (première diffusion)

### Épisode 23:A Mom's Parade
- États-Unis : 21 mai 2019 sur ABC

- États-Unis : 3,64 millions de téléspectateurs[25] (première diffusion)